# Списак епизода емисије Ја волим Србију

Ја волим Србију је колажна емисија, комбинација квиза и музичко-забавне емисије која се емитује на РТС 1. На Првој српској телевизији су приказиване прва и трећа сезона.

## Преглед
| Сезона | Сезона | Епизоде | Епизоде | Оригинално емитовање | Оригинално емитовање | Оригинално емитовање |
| Сезона | Сезона | Епизоде | Епизоде | Премијера            | Финале               | Мрежа                |
| ------ | ------ | ------- | ------- | -------------------- | -------------------- | -------------------- |
|        | 1.     | 40      | 40      | 23. октобар 2010.    | 26. јул 2011.        | Прва                 |
|        | 2.     | 30      | 30      | 23. октобар 2016.    | 4. јун 2017.         | РТС 1                |
|        | 3.     | 20      | 20      | 18. фебруар 2018.    | 17. јул 2018.        | Прва                 |
|        | 4.     | 36      | 36      | 29. септембар 2019.  | 14. јун 2020.        | РТС 1                |
|        | 5.     | 32      | 32      | 20. септембар 2020.  | 13. јун 2021.        | РТС 1                |
|        | 6.     | 32      | 32      | 26. септембар 2021.  | 29. мај 2022.        | РТС 1                |
|        | 7.     | 33      | 33      | 4. септембар 2022.   | 11. јун 2023.        | РТС 1                |
|        | 8.     | 30      | 30      | 17. септембар 2023.  | 9. јун 2024.         | РТС 1                |
|        | 9.     | 38      | 38      | 1. септембар 2024.   | 15. јун 2025.        | РТС 1                |

## Епизоде

### 1. сезона (2010/11)
Јелена Томашевић
Маријана Мићић

### 2. сезона (2016/17)
| Бр. | Датум              | Плави тим                                                  | Црвени тим                                                 | Извор         |
| --- | ------------------ | ---------------------------------------------------------- | ---------------------------------------------------------- | ------------- |
| 1.  | 23. октобар 2016.  | Владо Георгиев Јована Јоксимовић Мирко Алвировић           | Иван Ивановић Јелена Гавриловић Мирослав Илић              | [ 1 ]         |
| 2.  | 30. октобар 2016.  | Светлана Китић Кики Лесендрић Маринко Роквић               | Невена Божовић Бојан Перић Никола Роквић                   | [ 2 ]         |
| 3.  | 6. новембар 2016.  | Бранка Пујић Александар Шоштар Неда Украден                | Даница Максимовић Ненад Кнежевић Кнез Нада Мацура          | [ 3 ]         |
| 4.  | 13. новембар 2016. | Тадија Качар Ђорђе Давид Марија Петронијевић               | Сергеј Трифуновић Анђелка Прпић Милан Громилић             | [ 4 ]         |
| 5.  | 20. новембар 2016. | Драган Којић Кеба Милутин Поповић Захар Неша Бриџис        | Звездан Терзић Славко Белеслин Бошко Јанковић              | [ 5 ]         |
| 6.  | 27. новембар 2016. | Ацо Пејовић Мирка Васиљевић Јелена Бачић Алимпић           | Гоца Тржан Милојко Пантић Гордана Лазаревић                | [ 6 ]         |
| 7.  | 4. децембар 2016.  | Вања Булић Тања Петровић Дарко Костић                      | Леонтина Вукомановић Бранкица Себастијановић Тања Бошковић | [ 7 ]         |
| 8.  | 11. децембар 2016. | Ивана Максимовић Милица Дабовић Татјана Мирковић           | Дејан Мајсторовић Марко Савић Марко Ждеро                  | [ 8 ]         |
| 9.  | 18. децембар 2016. | Сара Јовановић Маја Волк Жељко Самарџић                    | Мерима Његомир Сузана Манчић Марко Мандић                  | [ 9 ]         |
| 10. | 25. децембар 2016. | Мирослав Вулићевић Марко Јевтовић Никола Ђурђић            | Ванеса Шокчић Милица Павловић Едита Арадиновић             | [ 10 ] [ 11 ] |
| 11. | 15. јануар 2017.   | Душка Вучинић Верица Ракочевић Биљана Цинцаревић           | Милош Биковић Александар Радојичић Виктор Савић            | [ 12 ]        |
| 12. | 22. јануар 2017.   | Богдан Обрадовић Ана Кокић Жика Николић                    | Весна Дедић Милица Гацин Јелисавета Орашанин               | [ 13 ]        |
| 13. | 29. јануар 2017.   | Огњен Амиџић Кристина Раденковић Лепа Лукић                | Татјана Војтеховски Никола Глишић Бојан Ивковић            | [ 14 ]        |
| 14. | 5. фебруар 2017.   | Катарина Жутић Марија Михајловић Ана Станић                | Светислав Гонцић Ненад Милосављевић Славко Бањац           | [ 15 ]        |
| 15. | 12. фебруар 2017.  | Изворинка Милошевић Слађана Вујичић Жељко Шашић            | Катарина Остојић Каја Далибор Андонов Гру Ивана Петерс     | [ 16 ]        |
| 16. | 19. фебруар 2017.  | Тијана Дапчевић Саша Видић Сузана Бранковић                | Рада Манојловић Љуба Аличић Драгица Радосављевић Цакана    | [ 17 ]        |
| 17. | 26. фебруар 2017.  | Татјана Медвед Зоран Живановић Жика Зоран Дашић Даша       | Јелена Живановић Владимир Мандић Милан Пајић               | [ 18 ]        |
| 18. | 5. март 2017.      | Локица Стефановић Славен Дошло Александар Милић Мили       | Бојана Стаменов Данка Нововић Иван Михаиловић              | [ 19 ]        |
| 19. | 12. март 2017.     | Ненад Ковачевић Невена Игњатовић Дрина Пешић               | Александра Радовић Игор Тодоровић Горан Шепа Гале          | [ 20 ]        |
| 20. | 19. март 2017.     | Александра Бурсаћ Предраг Поповић Поп Данијела Веселиновић | Ања Алач Бранислав Бане Мојићевић Алекса Јелић             | [ 21 ]        |
| 21. | 26. март 2017.     | Игор Ракочевић Јасна Шекарић Горан Максимовић              | Дарко Балабан Тамара Салашки Душан Домовић Булут           | [ 22 ]        |
| 22. | 9. април 2017.     | Симонида Милојковић Радиша Урошевић Драган Ристић          | Сандра Перовић Милан Поповић Dr Feelgood                   | [ 23 ]        |
| 23. | 16. април 2017.    | Петар Бенчина Марина Висковић Лука Рацо                    | Саша Јоксимовић Милош Радовановић Предраг Васић            | [ 24 ]        |
| 24. | 23. април 2017.    | Ера Ојданић Мари Мари Милан Мумин                          | Марко Кон Милица Јокановић Сузана Манчић                   | [ 25 ]        |
| 25. | 30. април 2017.    | Дејан Петровић Звонко Пантовић Чипи Драган Брајовић Браја  | Милан Васић Марина Ћосић Драгана Мићаловић                 | [ 26 ]        |
| 26. | 7. мај 2017.       | Андреа Арсовић Биљана Обрадовић Марко Јанкетић             | Наташа Ковачевић Марина Тадић Ненад Перуничић              | [ 27 ]        |
| 27. | 14. мај 2017.      | Рушка Јакић Богољуб Митић Ђоша Срђан Чолић                 | Бојан Тасић Катарина Срећковић Сања Илић                   | [ 28 ]        |
| 28. | 21. мај 2017.      | Ашхен Атаљанц Бранислав Петрушевић Петрући Страхиња Милић  | Константин Костјуков Александар Илић Драшко Ненадић        | [ 29 ]        |
| 29. | 28. мај 2017.      | Слободан Ћустић Милена Васић Владимир Вучковић             | Весна Југовић Бата Спасојевић Јелена Гајшек                | [ 30 ]        |
| 30. | 4. јун 2017.       | Милош Јањушевић Соња Стојановић Дијана Дабетић             | Душан Чегањац Јелена Аћимовић Јовица Спајић                | [ 31 ]        |

### 3. сезона (2018)
| Бр. | Датум             | Плави тим                                             | Црвени тим                                                 | Извор  |
| --- | ----------------- | ----------------------------------------------------- | ---------------------------------------------------------- | ------ |
| 1.  | 18. фебруар 2018. | Сале Тропико Сека Алексић Драган Брајовић Браја       | Бора Ђорђевић Биљана Обрадовић Дарко Миличић               | [ 32 ] |
| 2.  | 25. фебруар 2018. | Синиша Мали Ана Софреновић Никола Никодијевић         | Нада Мацура Виктор Савић Петар Бенчина                     | [ 33 ] |
| 3.  | 11. март 2018.    | Ивана Петерс Един Шкорић Тијана Дапчевић              | Бранислав Лечић Драгица Радосављевић Цакана Марина Тадић   | [ 34 ] |
| 4.  | 18. март 2018.    | Неда Украден Ивана Тришић Саво Милошевић              | Жељко Самарџић Сања Вучић Давор Штефанек                   | [ 35 ] |
| 5.  | 25. март 2018.    | Даница Максимовић Драган Којић Кеба Биљана Цинцаревић | Татјана Војтеховски Игор Тодоровић Бојан Ивковић           | [ 36 ] |
| 6.  | 1. април 2018.    | Непознато                                             | Непознато                                                  | [ 37 ] |
| 7.  | 8. април 2018.    | Дејан Пантелић Сузана Манчић Александар Јовановић     | Андрија Милошевић Аида Ђедовић Ера Ојданић                 | [ 38 ] |
| 8.  | 15. април 2018.   | Снежана Дакић Ненад Милосављевић Бојана Ристивојевић  | Саша Милошевић Маре Драгана Мићаловић Александар Тимофејев | [ 39 ] |
| 9.  | 22. април 2018.   | Непознато                                             | Непознато                                                  | [ 40 ] |
| 10. | 29. април 2018.   | Непознато                                             | Непознато                                                  | [ 41 ] |
| 11. | 6. мај 2018.      | Непознато                                             | Непознато                                                  | [ 42 ] |
| 12. | 13. мај 2018.     | Непознато                                             | Непознато                                                  | [ 43 ] |
| 13. | 20. мај 2018.     | Непознато                                             | Непознато                                                  | [ 44 ] |
| 14. | 5. јун 2018.      | Непознато                                             | Непознато                                                  | [ 45 ] |
| 15. | 12. јун 2018.     | Владимир Мандић Сузана Манчић Бранко Видаковић        | Ивана Максимовић Божидар Спасић Јелена Гавриловић          | [ 46 ] |
| 16. | 19. јун 2018.     | Непознато                                             | Непознато                                                  | [ 47 ] |
| 17. | 26. јун 2018.     | Непознато                                             | Непознато                                                  | [ 48 ] |
| 18. | 3. јул 2018.      | Непознато                                             | Непознато                                                  | [ 49 ] |
| 19. | 10. јул 2018.     | Непознато                                             | Непознато                                                  | [ 50 ] |
| 20. | 17. јул 2018.     | Непознато                                             | Непознато                                                  | [ 51 ] |

### 4. сезона (2019/20)
| Бр. | Датум               | Плави тим                                                  | Црвени тим                                                     | Извор                |
| --- | ------------------- | ---------------------------------------------------------- | -------------------------------------------------------------- | -------------------- |
| 1.  | 29. септембар 2019. | Ђорђе Давид Александар Милић Мили Снежана Дакић            | Снежана Бабић Снеки Слободан Стефановић Иван Ђорђевић          | [ 52 ]               |
| 2.  | 6. октобар 2019.    | Гоца Тржан Милица Дабовић Владимир Мандић                  | Лепа Лукић Марко Стојановић Тања Петровић                      | [ 53 ]               |
| 3.  | 13. октобар 2019.   | Светислав Гонцић Весна Дедић Јасна Миленковић Јами         | Сања Ловчевић Стефан Бузуровић Душан Борковић                  | [ 54 ]               |
| 4.  | 20. октобар 2019.   | Жарко Ковачевић Весна де Винча Милан Калинић               | Урош Ђурић Сузана Златановић Михаил Дудаш                      | [ 55 ]               |
| 5.  | 27. октобар 2019.   | Јелена Михаиловић Ђорђе Кортина Ивана Јордан               | Ана Бекута Ненад Милосављевић Андреј Шепетковски               | [ 56 ]               |
| 6.  | 10. новембар 2019.  | Лазар Марковић Мирослав Вулићевић Биљана Обрадовић         | Злата Нуманагић Александар Тимофејев Александар Симић          | [ 57 ]               |
| 7.  | 17. новембар 2019.  | Сузана Гвозденовић Драган Маринковић Маца Славко Бањац     | Бранислав Томашевић Ања Мит Бојан Ивковић                      | [ 58 ]               |
| 8.  | 24. новембар 2019.  | Непознато                                                  | Непознато                                                      | [ 59 ]               |
| 9.  | 1. децембар 2019.   | Ана Станић Сале Тропико Марко Мандић                       | Никола Рађен Александар Кукољ Ирена Спасић                     | [ 60 ]               |
| 10. | 8. децембар 2019.   | Зоран Марковић Жарко Стевановић Давор Јовановић            | Даница Крстић Славко Белеслин Стеван Стевановић                | [ 61 ]               |
| 11. | 15. децембар 2019.  | Дарко Томовић Марија Вељковић Миловановић Никола Биорчевић | Мира Шкорић Дејан Недић Нада Блам                              | [ 62 ]               |
| 12. | 22. децембар 2019.  | Дајана Петковић Мари Мари Ивана Шашић                      | Душан Албијанић Горан Глухаковић Игор Ракочевић                | [ 63 ]               |
| 13. | 29. децембар 2019.  | Немања Стевановић Јелена Костов Милош Радовановић          | Изворинка Милошевић Весна Димић Душан Каличанин                | [ 64 ]               |
| 14. | 5. јануар 2020.     | Филип Пат Дуња Вујадиновић Дејан Најдановић Најда          | Милорад Мики Дамјановић Тамара Грујић Арно Гујон               | [ 65 ]               |
| 15. | 12. јануар 2020.    | Јасна Шекарић Dr Feelgood Александар Менковић              | Милан Пајић Милана Бјелогрлић Милан Поповић                    | [ 66 ]               |
| 16. | 19. јануар 2020.    | Непознато                                                  | Непознато                                                      | [ 67 ]               |
| 17. | 26. јануар 2020.    | Зоран Дашић Даша Бранка Главоњић Драган Којић Кеба         | Сергеј Ћетковић Стефан Радоњић Зоран Стефанов                  | [ 68 ]               |
| 18. | 2. фебруар 2020.    | Марина Ћосић Соња Петровић Љупка Стевић                    | Михајло Радивојевић Ђорђије Андрић Милош Милаковић             | [ 69 ]               |
| 19. | 9. фебруар 2020.    | Бојана Стаменов Марко Кон Сашка Јанковић                   | Мирна Радуловић Александар Сања Илић Душка Вучинић             | [ 70 ]               |
| 20. | 16. фебруар 2020.   | Биљана Цинцаревић Никола Миљковић Бојана Ђурашковић        | Славиша Чуровић Оливера Викторовић Ђурашковић Иван Заблаћански | [ 71 ]               |
| 21. | 23. фебруар 2020.   | Чеда Марковић Јелена Гербец Драгана Радаковић              | Вера Матовић Ана Штајдохар Ђорђе Чавић                         | [ 72 ]               |
| 22. | 8. март 2020.       | Катарина Громилић Горан Шепа Гале Јасна Ђокић              | Милица Тикић Јелена Ђорђевић Поповић Звонко Пантовић Чипи      | [ 73 ]               |
| 23. | 15. март 2020.      | Радиша Урошевић Владо Чапљић Зорана Коршош Николић         | Огњен Амиџић Милица Тодоровић Милан Васић                      | [ 74 ]               |
| 24. | 22. март 2020.      | Ненад Кнежевић Кнез Горица Регодић Дејан Драгићевић        | Данијел Кајмакоски Тони Бедалов Миломир Миљанић                | [ 75 ]               |
| 25. | 29. март 2020.      | Кристина Јовановић Ђорђе Крећа Милан Динчић                | Бојан Васковић Драги Домић Исидора Грађанин                    | [ 76 ]               |
| 26. | 5. април 2020.      | Мина Николић Радомир Николић Душан Џакић                   | Дејан Петровић Огњен Короман Даница Тодоровић                  | [ 77 ]               |
| 27. | 12. април 2020.     | Тања Бањанин Искра Брајовић Огњен Булић                    | Вања Булић Саша Јоксимовић Марија Петронијевић                 | [ 78 ]               |
| 28. | 19. април 2020.     | Бојан Јанић Предраг Страјнић Иван Иванов                   | Ренато Хенц Никола Пековић Ивана Поповић                       | [ 79 ]               |
| 29. | 26. април 2020.     | Непознато                                                  | Непознато                                                      | [ 80 ]               |
| 30. | 3. мај 2020.        | Милош Ђурђевић Филип Хајдуковић Ненад Јосиповић            | Марија Поповић Жарко Степанов Стефан Петрушић                  | [ 81 ]               |
| 31. | 10. мај 2020.       | Драган Вучелић Златко Ракоњац Ивон Јафали                  | Драгана Мићаловић Оља Левић Амар Мешић                         | [ 82 ]               |
| 32. | 17. мај 2020.       | Гордана Лазаревић Жељко Шашић Бојана Ристивојевић          | Ана Кокић Саша Јовановић Вања Мијатовић                        | [ 83 ]               |
| 33. | 24. мај 2020.       | Гордана Стојићевић Сања Узелац Драгана Анастасијевић       | Милош Петровић Тројпец Милан Митровић Марко Гиздавић           | [ 84 ] [ 85 ] [ 86 ] |
| 34. | 31. мај 2020.       | Предраг Бјелац Тијана Марковић Живко Гајић                 | Неда Украден Неша Бриџис Биљана Вранеш                         | [ 87 ]               |
| 35. | 7. јун 2020.        | Бојана Јовановски Радослав Симић Екстра Нена               | Сандра Перовић Данијела Врањеш Стеван Филиповић                | [ 88 ]               |
| 36. | 14. јун 2020.       | Непознато                                                  | Непознато                                                      | [ 89 ]               |

### 5. сезона (2020/21)
| Бр. | Датум               | Плави тим                                                 | Црвени тим                                                 | Извор   |
| --- | ------------------- | --------------------------------------------------------- | ---------------------------------------------------------- | ------- |
| 1.  | 20. септембар 2020. | Данијел Кајмакоски Биљана Цинцаревић Душан Борковић       | Бранислав Лечић Сара Дамњановић Александар Кукољ           | [ 90 ]  |
| 2.  | 27. септембар 2020. | Богдан Обрадовић Тијана Дапчевић Дарко Томовић            | Зинаида Дедакин Милан Пајић Милица Дабовић                 | [ 91 ]  |
| 3.  | 4. октобар 2020.    | Ана Штајдохар Калина Ковачевић Оливера Молдован           | Мирјана Карановић Милан Калинић Николина Молдован          | [ 92 ]  |
| 4.  | 11. октобар 2020.   | Сања Кужет Љиљана Хабјановић Ђуровић Предраг Поповић Поп  | Милица Томашевић Душан Албијанић Дејан Недић               | [ 93 ]  |
| 5.  | 18. октобар 2020.   | Верица Ракочевић Зоран Пајић Ђорђе Кортина                | Ивана Дудић Душан Каличанин Јасна Миленковић Јами          | [ 94 ]  |
| 6.  | 25. октобар 2020.   | Јелена Ђукић Александар Аца Илић Павле Јеринић            | Славиша Чуровић Маја Волк Жарко Стевановић                 | [ 95 ]  |
| 7.  | 1. новембар 2020.   | Давор Јовановић Стеван Стевановић Звонко Марковић         | Сања Вучић Ксенија Кнежевић Ивана Николић                  | [ 96 ]  |
| 8.  | 8. новембар 2020.   | Биљана Типсаревић Мерима Његомир Андријана Савић          | Јелена Гавриловић Драгана Мићаловић Предраг Бјелац         | [ 97 ]  |
| 9.  | 15. новембар 2020.  | Изворинка Милошевић Слободан Ћустић Уна Сенић             | Стефан Петрушић Бане Обрадовић Страхиња Јованчевић         | [ 98 ]  |
| 10. | 29. новембар 2020.  | Јована Пајић Златко Ракоњац Звонко Пантовић Чипи          | Сале Тропико Милица Гацин Небојша Грнчарски                | [ 99 ]  |
| 11. | 6. децембар 2020.   | Ненад Пагонис Тијана Кондић Никола Зекић                  | Милана Бјелогрлић Ђорђе Давид Даница Тодоровић             | [ 100 ] |
| 12. | 13. децембар 2020.  | Неда Украден Милена Павловић Андреј Шепетковски           | Бојан Васковић Нада Мацура Никола Шкорић                   | [ 101 ] |
| 13. | 20. децембар 2020.  | Ева Рас Sajsi MC Горан Глухаковић                         | Миљан Прљета Михајло Јовановић Дајана Петковић             | [ 102 ] |
| 14. | 27. децембар 2020.  | Татјана Олујић Арно Гујон Стефан Поповић                  | Дејан Мајсторовић Даница Крстић Марко Ђуровски             | [ 103 ] |
| 15. | 10. јануар 2021.    | Сека Алексић Ивана Селаков Ненад Милосављевић             | Срна Ланго Марко Живић Злата Нуманагић                     | [ 104 ] |
| 16. | 17. јануар 2021.    | Марија Петронијевић Радиша Марковић Милутин Поповић Захар | Нина Граховац Жељко Шашић Бранка Главоњић                  | [ 105 ] |
| 17. | 24. јануар 2021.    | Милан Митровић Тијана Богићевић Јелена Пузић              | Александар Срећковић Кубура Милица Мајкић Наташа Ковачевић | [ 106 ] |
| 18. | 31. јануар 2021.    | Маја Николић Кристина Раденковић Миодраг Драгичевић       | Александар Сања Илић Искра Брајовић Милена Ћеранић         | [ 107 ] |
| 19. | 7. фебруар 2021.    | Слободан Васић Светлана Даниловић Жарко Степанов          | Оља Левић Кристина Јовановић Владимир Мандић               | [ 108 ] |
| 20. | 14. фебруар 2021.   | Анета Томашевић Наталија Милосављевић Дејан Петровић      | Владан Савић Dr Feelgood Данијела Веселиновић              | [ 109 ] |
| 21. | 28. фебруар 2021.   | Ива Штрљић Анђелка Томашевић Катарина Дидановић           | Никола Глишић Милош Петровић Тројпец Никола Малбаша        | [ 110 ] |
| 22. | 7. март 2021.       | Филип Пат Јелена Косара Слободан Стефановић               | Владимир Вучковић Марија Вељковић Миловановић Данило Лукић | [ 111 ] |
| 23. | 14. март 2021.      | Бојан Тасић Зоран Дашић Даша Марко Луковић                | Милан Кордулуп Драган Којић Кеба Бранка Луковић            | [ 112 ] |
| (Р) | 21. март 2021.      | Саво Туфегџић Марија Микић Ђорђе Стојковић                | Сузана Манчић Марко Васиљевић Зоран Кики Лесендрић         | [ 113 ] |
| (Р) | 28. март 2021.      | Јован Стефановић Зорана Иђушки Драган Ристић              | Петар Митић Мирјана Алексић Раша Павловић                  | [ 114 ] |
| 24. | 4. април 2021.      | Саша Јоксимовић Зорана Павић Александар Коновалов         | Игор Лазић Нигор Биљана Јевтић Емир Бекрић                 | [ 115 ] |
| 25. | 11. април 2021.     | Марко Стојановић Тања Петровић Немања Јаничић             | Миодраг Радоњић Драгана Дабовић Иван Михаиловић            | [ 116 ] |
| 26. | 18. април 2021.     | Нада Топчагић Стефан Радоњић Весна де Винча               | Митар Мирић Исидора Грађанин Ратко Варда                   | [ 117 ] |
| 27. | 25. април 2021.     | Илда Шаулић Марина Висковић Огњен Короман                 | Дрина Пешић Немања Миловановић Катарина Сотировић          | [ 118 ] |
| 28. | 2. мај 2021.        | Дејан Томашевић Ана Бекута Славко Белеслин                | Бојан Ивковић Александар Глигорић Марко Кешељ              | [ 119 ] |
| 29. | 9. мај 2021.        | Сања Вучић Ксенија Кнежевић Ивана Николић                 | Дејан Милићевић Борис Карготић Милан Громилић              | [ 120 ] |
| 30. | 16. мај 2021.       | Ђорђе Пајовић Гоца Тржан Милан Бојанић                    | Ненад Кнежевић Кнез Лидија Ћирић Иван Ђорђевић             | [ 121 ] |
| 31. | 23. мај 2021.       | Драган Шкрбић Недељко Јовановић Жикица Милосављевић       | Марко Стојановић Луис Вера Матовић Југослава Драшковић     | [ 122 ] |
| 32. | 30. мај 2021.       | Нада Блам Горан Грбовић Миљана Гавриловић                 | Светлана Китић Лазар Дубовац Бојан Јанић                   | [ 123 ] |
| (Р) | 6. јун 2021.        | Емир Бекрић Ана Рељић Бранко Видаковић                    | Предраг Поповић Поп Ивана Максимовић Стеван Анђелковић     | [ 124 ] |
| (Р) | 13. јун 2021.       | Биг Лале Драгица Златић Петар Нисић                       | Миодраг Радоњић Милица Мајкић Миливој Борља                | [ 125 ] |

### 6. сезона (2021/22)
| Бр. | Датум               | Плави тим                                                   | Црвени тим                                                  | Извор   |
| --- | ------------------- | ----------------------------------------------------------- | ----------------------------------------------------------- | ------- |
| 1.  | 26. септембар 2021. | Милош Мићовић Ђорђе Давид Јована Јеловац Цавнић             | Миша Мијатовић Снежана Ђуришић Милан Поповић                | [ 126 ] |
| 2.  | 3. октобар 2021.    | Александар Софронијевић Александар Аца Илић Амел Ћеман Ћемо | Анђела Вујовић Теодора Тара Стојановић Раде Савић           | [ 127 ] |
| 3.  | 10. октобар 2021.   | Миленко Себић Милица Николић Душан Каличанин                | Dr Feelgood Бети Ђорђевић Милан Станковић                   | [ 128 ] |
| 4.  | 17. октобар 2021.   | Ивана Јоровић Дамир Микец Марица Перишић                    | Александар Филиповић Срна Ланго Звонко Пантовић Чипи        | [ 129 ] |
| 5.  | 24. октобар 2021.   | Нина Стојановић Јована Арсић Марија Микић                   | Никола Тришић Никола Миленковић Драгица Радосављевић Цакана | [ 130 ] |
| 6.  | 31. октобар 2021.   | Жељко Шашић Николина Капор Милош Радовановић                | Александар Ратков Михаило Васић Милица Дабовић              | [ 131 ] |
| 7.  | 7. новембар 2021.   | Сашка Јанковић Данијела Врањеш Зорана Павић                 | Душан Раденковић Стефан Бендић Стефан Поповић               | [ 132 ] |
| 8.  | 14. новембар 2021.  | Никола Малбаша Милена Плавшић Зијо Валентино                | Вања Булић Снежана Бабић Снеки Мирко Кодић                  | [ 133 ] |
| 9.  | 21. новембар 2021.  | Никола Ранђеловић Јелена Мур Димитрије Левајац              | Ђорђе Драгичевић Милена Ћеранић Драги Домић                 | [ 134 ] |
| 10. | 28. новембар 2021.  | Филип Пат Бојана Стаменов Радиша Урошевић                   | Радомир Николић Ана Штајдохар Ненад Цвијетић                | [ 135 ] |
| 11. | 5. децембар 2021.   | Александар Поповић Биљана Обрадовић Александар Лутовац      | Милан Митровић Владимир Мандић Стефан Петрушић              | [ 136 ] |
| 12. | 12. децембар 2021.  | Снежана Дакић Милан Пајић Биљана Сечивановић                | Неда Украден Давор Јовановић Нина Радовановић               | [ 137 ] |
| 13. | 19. децембар 2021.  | Срђан Марјановић Сузана Манчић Марко Симић                  | Биг Лале Филип Угреновић Давор Перуновић                    | [ 138 ] |
| 14. | 26. децембар 2021.  | Ана Стаменковић Марко Кон Ана Станић                        | Соња Васић Милош Васић Мари Мари                            | [ 139 ] |
| (Р) | 9. јануар 2022.     | Илда Шаулић Марина Висковић Огњен Короман                   | Дрина Пешић Немања Миловановић Катарина Сотировић           | [ 140 ] |
| 15. | 16. јануар 2022.    | Стефан Миленковић Ваја Дујовић Данило Икодиновић            | Жељко Ребрача Маја Огњеновић Зоран Кики Лесендрић           | [ 141 ] |
| 16. | 23. јануар 2022.    | Весна Радосављевић Изворинка Милошевић Сузана Бранковић     | Наташа Аксентијевић Предраг Дамњановић Владимир Кузмановић  | [ 142 ] |
| 17. | 30. јануар 2022.    | Марко Вујин Кристина Савић Милан Лане Јовановић             | Никола Вујовић Миљан Прљета Марија Поповић                  | [ 143 ] |
| 18. | 6. фебруар 2022.    | Миленко Тепић Владимир Лалић Драган Ристић                  | Јелена Ракочевић Тамара Радовановић Јелена Косара           | [ 144 ] |
| 19. | 13. фебруар 2022.   | Ивана Миленковић Милош Ђуричић Јована Миловановић           | Вељко Кузманчевић Татјана Медвед Небојша Кундачина          | [ 145 ] |
| 20. | 27. фебруар 2022.   | Зоран Дашић Даша Никола Зекић Андреа Стојадинов             | Душанка Декић Беба Игор Тодоровић Тања Банђур               | [ 146 ] |
| 21. | 6. март 2022.       | Миле Китић Мирјана Мими Јестровић Рада Манојловић           | Душко Тошић Зорица Брунцлик Ненад Јестровић                 | [ 147 ] |
| 22. | 13. март 2022.      | Милан Срдић Ивана Илић Дејан Којић                          | Златан Видовић Милица Поповић Јулија Југослав Васовић       | [ 148 ] |
| 23. | 20. март 2022.      | Звонко Марковић Ванеса Шокчић Марко Гачић                   | Иван Заблаћански Јелена Пузић Иван Иванов                   | [ 149 ] |
| 24. | 27. март 2022.      | Милан Буквић Наташа Ђорђевић Душан Пројовић                 | Маја Маријана Јована Типшин Микица Гачић                    | [ 150 ] |
| 25. | 10. април 2022.     | Ксенија Милошевић Михаела Стаменковић Даница Крстић         | Стефан Хајдин Иванка Ристовски Игор Симић                   | [ 151 ] |
| 26. | 17. април 2022.     | Даница Тодоровић Филип Булатовић Бојана Машковић            | Сања Беловић Слободан Максимовић Зејна Муркић               | [ 152 ] |
| 27. | 24. април 2022.     | Саша Јоксимовић Горан Глухаковић Наива                      | Ненад Гвозденовић Весна Станковић Владан Савић              | [ 153 ] |
| 28. | 1. мај 2022.        | Катарина Лазаревић Растко Јанковић Милица Гардашевић        | Давор Штефанек Ташана Ђорђевић Александар Дунић             | [ 154 ] |
| 29. | 8. мај 2022.        | Драган Којић Кеба Катарина Сотировић Ненад Цвијетић         | Гоца Тржан Стеван Анђелковић Немања Николић                 | [ 155 ] |
| 30. | 15. мај 2022.       | Милош Бркић Биљана Марковић Борко Радивојевић               | Осман Ахмед Милена Божић Ања Лукић                          | [ 156 ] |
| 31. | 22. мај 2022.       | Андриана Ђорђевић Ђорђе Кортина Вуду Попај                  | Александра Бурсаћ Љубомир Перућица Стојан Ђорђевић          | [ 157 ] |
| 32. | 29. мај 2022.       | Верица Ракочевић Чеда Марковић Вања Мијатовић               | Марко Симоновић Марија Мирковић Бојан Хлишић                | [ 158 ] |

### 7. сезона (2022/23)
| Бр. | Датум               | Плави тим                                                 | Црвени тим                                                      | Извор   |
| --- | ------------------- | --------------------------------------------------------- | --------------------------------------------------------------- | ------- |
| 1.  | 4. септембар 2022.  | Синиша Убовић Гордана Стијачић Милан Динчић               | Ђорђе Стојковић Ивана Селаков Немања Стевановић                 | [ 159 ] |
| 2.  | 25. септембар 2022. | Никола Рађен Ања Цревар Борис Постовник                   | Ивана Поповић Жарко Шешум Растко Стојковић                      | [ 160 ] |
| 3.  | 2. октобар 2022.    | Предраг Поповић Поп Вјера Мујовић Урош Јовчић             | Зоран Пајић Никола Глишић Ана Шупић                             | [ 161 ] |
| 4.  | 9. октобар 2022.    | Милица Дабовић Тадија Качар Петар Пуача                   | Тијаго Фереира Јована Миловановић Марко Мандић                  | [ 162 ] |
| 5.  | 16. октобар 2022.   | Бане Обрадовић Марина Буљовчић Марко Симичић              | Жељко Шашић Вера Матовић Кристина Раденковић                    | [ 163 ] |
| 6.  | 23. октобар 2022.   | Тања Петровић Ђорђе Мишина Драгица Радосављевић Цакана    | Ања Радић Амел Ћеман Ћемо Весна де Винча                        | [ 164 ] |
| 7.  | 30. октобар 2022.   | Стефан Бундало Владимир Нићифоровић Стојан Ђорђевић       | Душан Свилар Ивана Јордан Бранко Видаковић                      | [ 165 ] |
| 8.  | 6. новембар 2022.   | Арно Гујон Дрина Пешић Гвозден Николић                    | Зоран Ћосић Наташа Тасић Немања Николић                         | [ 166 ] |
| 9.  | 13. новембар 2022.  | Зоран Љ. Николић Тамара Радовановић Душан Борковић        | Ивана Максимовић Божица Велоусис Филип Пат                      | [ 167 ] |
| 10. | 11. децембар 2022.  | Миленко Зорић Раде Савић Страхиња Стефановић              | Гојко Качар Здравко Кузмановић Јована Гузијан                   | [ 168 ] |
| 11. | 18. децембар 2022.  | Драги Јелић Мујо Бајровић Дамјан Чарапић Тозла            | Александар Симић Славиша Павловић Милош Урошевић                | [ 169 ] |
| 12. | 25. децембар 2022.  | Александар Софронијевић Илда Шаулић Драган Шкрбић         | Ивана Дудић Душан Каличанин Зорица Брунцлик                     | [ 170 ] |
| 13. | 8. јануар 2023.     | Сања Вучић Владо Чапљић Андреј Саљников                   | Сања Ђорђевић Ванеса Шокчић Немања Миловановић                  | [ 171 ] |
| 14. | 15. јануар 2023.    | Стефан Ђоковић Милош Радовановић Снежана Јеремић          | Валентина Василић Милица Јокић Анђела Китановић                 | [ 172 ] |
| 15. | 22. јануар 2023.    | Урош Ашковић Ратко Варда Ђорђе Драгичевић                 | Милан Пајић Милица Поповић Јулија Данијел Кајмакоски            | [ 173 ] |
| 16. | 29. јануар 2023.    | Анђела Вујовић Анђелина Стефан Глигоријевић Борко Вујичић | Дара Бубамара Тијана Дапчевић Александра Младеновић             | [ 174 ] |
| 17. | 5. фебруар 2023.    | Марина Ћосић Недељко Јовановић Николина Капор             | Биљана Сечивановић Ивана Селаков Павле Дејанић                  | [ 175 ] |
| 18. | 12. фебруар 2023.   | Николина Молдован Оливера Викторовић Лука Спасовски       | Весна Читаковић Ђуришић Владимир Кузмановић Слободан Максимовић | [ 176 ] |
| 19. | 19. фебруар 2023.   | Жикица Милосављевић Ивана Панзаловић Слободан Ћустић      | Зорана Павић Милорад Мики Дамјановић Драгана Ђурђевић           | [ 177 ] |
| 20. | 26. фебруар 2023.   | Гоца Тржан Ивана Николић Маја Шуша                        | Катарина Остојић Каја Славен Дошло Оља Левић                    | [ 178 ] |
| 21. | 5. март 2023.       | Мирка Васиљевић Немања Јаничић Бане Бојанић               | Игор Маљукановић Невен Живанчевић Милена Ћеранић                | [ 179 ] |
| 22. | 12. март 2023.      | Ивица Илиев Ненад Јестровић Нада Топчагић                 | Бранислав Бане Мојићевић Игор Лазић Niggor Милица Мајкић        | [ 180 ] |
| 23. | 19. март 2023.      | Марија Микић Стефан Цвијовић Цвија Стефан Поповић         | Сергеј Ћетковић Маја Манџука Никола Узелац                      | [ 181 ] |
| 24. | 26. март 2023.      | Ђорђе Давид Бојана Ђурашковић Оливера Молдован            | Зоран Кики Лесендрић Владимир Мандић Богдан Обрадовић           | [ 182 ] |
| 25. | 9. април 2023.      | Дејан Томашевић Александра Ћосић Никола Рађен             | Предраг Бјелац Миљана Гавриловић Огњен Короман                  | [ 183 ] |
| 26. | 16. април 2023.     | Јован Симић Марица Перишић Срђан Јовановић                | Нада Блам Александар Кукољ Никола Ћаћић                         | [ 184 ] |
| 27. | 23. април 2023.     | Стеван Анђелковић Владан Савић Дарко Филиповић            | Александар Саша Капор Милан Митровић Сале Тропико               | [ 185 ] |
| 28. | 30. април 2023.     | Урош Бркић Снежана Бабић Снеки Јелена Лаловић Jellena     | Тијана Богићевић Драги Домић Јована Стевић                      | [ 186 ] |
| 29. | 14. мај 2023.       | Ивана Вуковић Немања Станојковић Марко Јовичић Дими       | Вања Булић Јелена Гербец Нина Граховац                          | [ 187 ] |
| 30. | 21. мај 2023.       | Жељко Ребрача Урош Ђурић Предраг Митровић                 | Даница Крстић Тијана Малешевић Владимир Чакан                   | [ 188 ] |
| 31. | 28. мај 2023.       | Тијана Кондић Даниел Сич Маја Станковић                   | Татјана Шајковић Невена Игњатовић Дамир Микец                   | [ 189 ] |
| 32. | 4. јун 2023.        | Биљана Јевтић Александар Аца Илић Изворинка Милошевић     | Мира Алексић Драгана Ивковић Ива Лујић                          | [ 190 ] |
| 33. | 11. јун 2023.       | Екстра Нена Растко Јанковић Милан Марић                   | Немања Матијашевић Сашка Соколов Борис Пинговић                 | [ 191 ] |
| (Р) | 18. јун 2023.       | Арно Гујон Дрина Пешић Гвозден Николић                    | Зоран Ћосић Наташа Тасић Немања Николић                         | [ 192 ] |

### 8. сезона (2023/24)
| Бр. | Датум               | Плави тим                                                       | Црвени тим                                                | Извор   |
| --- | ------------------- | --------------------------------------------------------------- | --------------------------------------------------------- | ------- |
| 1.  | 17. септембар 2023. | Вања Булић Татјана Мирковић Dr Feelgood                         | Срђан Марјановић Јелица Ковачевић Ренато Грбић            | [ 193 ] |
| 2.  | 24. септембар 2023. | Тања Петровић Нинослав Ћулум Данијела Веселиновић               | Татјана Медвед Нинослав Адемовић Милош Максимовић         | [ 194 ] |
| 3.  | 1. октобар 2023.    | Чеда Марковић Иван Иванов Тина Крајишник                        | Мира Ђурђевић Стефан Бузуровић Нина Стојановић            | [ 195 ] |
| 4.  | 8. октобар 2023.    | Наташа Крсмановић Давор Перуновић Павле Дејанић                 | Никола Стојић Немања Радошевић Марко Симичић              | [ 196 ] |
| 5.  | 15. октобар 2023.   | Лазар Миловановић Милица Мајкић Филип Жмахер                    | Ђорђе Кортина Милан Пајић Александар Човић                | [ 197 ] |
| 6.  | 22. октобар 2023.   | Лазар Дубовац Ана Штајдохар Предраг Вуковић Пеђолино            | Звонко Пантовић Чипи Тања Петровић Дејан Којић            | [ 198 ] |
| 7.  | 29. октобар 2023.   | Ирена Караклајић Иван Миловановић Моника Ромић                  | Дарко Стошић Даница Радуловић Драган Којић Кеба           | [ 199 ] |
| 8.  | 5. новембар 2023.   | Весна де Винча Амел Ћеман Ћемо Александра Црвендакић            | Милена Рашић Славица Љујић Драгица Радосављевић Цакана    | [ 200 ] |
| 9.  | 12. новембар 2023.  | Андреа Арсовић Биг Лале Бојана Миленковић                       | Марко Стојановић Луис Слађана Мирковић Душан Борковић     | [ 201 ] |
| 10. | 19. новембар 2023.  | Ненад Хераковић Јелена Велковски Немања Николић                 | Милош Радовановић Дуња Чобановић Милош Мићовић            | [ 202 ] |
| 11. | 26. новембар 2023.  | Марко Васиљевић Оливера Викторовић Ђурашковић Оливер Стоиљковић | Никола Дробњак Даниел Дача Маг Миљан Прљета               | [ 203 ] |
| 12. | 3. децембар 2023.   | Никола Глишић Зејна Муркић Ненад Бајић Бајоне                   | Александар Софронијевић Небојша Нешо Лутовац Мина Николић | [ 204 ] |
| 13. | 10. децембар 2023.  | Небојша Кострешевић Зорана Павић Јоца Ајкула                    | Марко Кон Марија Микић Драган Пантић Смедеревац           | [ 205 ] |
| 14. | 24. децембар 2023.  | Невена Игњатовић Лука Тешановић Ања Мит                         | Ања Радић Миленко Себић Мари Мари                         | [ 206 ] |
| 15. | 21. јануар 2024.    | Слободан Ћустић Огњен Стојановић Немања Миловановић             | Филип Пат Велимир Стјепановић Раде Ћосић                  | [ 207 ] |
| 16. | 28. јануар 2024.    | Ђорђе Стојковић Јелена Ерић Ракоњац Радиша Урошевић             | Тадија Качар Злата Нуманагић Миланче Радосављевић         | [ 208 ] |
| 17. | 4. фебруар 2024.    | Слободан Битевић Катарина Остојић Каја Екстра Нена              | Александар Максимовић Биљана Јевтић Александар Аца Илић   | [ 209 ] |
| 18. | 18. фебруар 2024.   | Тамара Милошевић Милица Гацин Миланко Петровић                  | Немања Милуновић Даница Тодоровић Саша Лазаревић Кудра    | [ 210 ] |
| 19. | 25. фебруар 2024.   | Исидора Грађанин Мирко Пузовић Ненад Цвијетић                   | Григорије Јакишић Марко Перић Николина Ковач              | [ 211 ] |
| 20. | 3. март 2024.       | Неда Украден Слободан Максимовић Јелена Влаховић                | Миле Илић Биљана Сечивановић Микица Антонић               | [ 212 ] |
| 21. | 31. март 2024.      | Лаура Барна Саша Ђурашевић Стефан Чегањац                       | Андреа Стојадинов Марко Милошевић Жарко Димоски           | [ 213 ] |
| 22. | 7. април 2024.      | Биљана Обрадовић Никола Антић Немања Стевановић                 | Александар Глигорић Зоран Дашић Даша Марија Тадић         | [ 214 ] |
| 23. | 14. април 2024.     | Мирко Кнежевић Марија Јовановић Марко Челебић                   | Немања Тадић Светлана Сретеновић Елзан Бибић              | [ 215 ] |
| 24. | 21. април 2024.     | Миња Костић Душан Пројовић Катарина Томашевић                   | Марина Спасић Игор Маљукановић Невен Живанчевић           | [ 216 ] |
| 25. | 28. април 2024.     | Филип Маринков Filarri Иван Цветковић Милош Миша Мијатовић      | Сташа Николић Дејан Тејовац Милица Поповић Јулија         | [ 217 ] |
| 26. | 5. мај 2024.        | Игор Маројевић Ивана Николић Немања Антонић                     | Марко Гачић Јована Петронијевић Нина Граховац             | [ 218 ] |
| 27. | 12. мај 2024.       | Милица Николић Предраг Дамњановић Сузана Бранковић              | Милица Емини Бојан Бељански Јелена Ђурић                  | [ 219 ] |
| 28. | 19. мај 2024.       | Срна Ланго Марина Ћосић Марко Јовичић Дими                      | Лидија Јелисавчић Ћирић Енес Халиловић Веља Жуњић         | [ 220 ] |
| 29. | 26. мај 2024.       | Слађана Поп-Лазић Милан Бујаковић Снежана Бабић Снеки           | Ивана Панзаловић Бранимир Шевић Микица Гачић              | [ 221 ] |
| 30. | 9. јун 2024.        | Ђорђе Митровић Магдалена Мијатовић Душан Копривица              | Марија Достанић Александар Којић Тамара Драгић            | [ 222 ] |

### 9. сезона (2024/25)
| Бр. | Датум               | Плави тим                                                | Црвени тим                                                 | Извор   |
| --- | ------------------- | -------------------------------------------------------- | ---------------------------------------------------------- | ------- |
| 1.  | 1. септембар 2024.  | Јелена Ђукић Петар Пуача Ванеса Шокчић                   | Страхиња Бунчић Надежда Петровић Бошко Николић             | [ 223 ] |
| 2.  | 8. септембар 2024.  | Милена Ћеранић Филип Балош Зорана Мићановић              | Александар Сандро Марковић Сања Вучић Душан Рајић          | [ 224 ] |
| 3.  | 15. септембар 2024. | Јована Миловановић Растко Стојковић Татјана Пејчић       | Софија Сремчевић Ђорђе Станишић Милена Вучић               | [ 225 ] |
| 4.  | 22. септембар 2024. | Сале Тропико Александар Саша Капор Стеван Анђелковић     | Горана Гога Гачић Милан Динчић Динча Милан Митровић        | [ 226 ] |
| 5.  | 29. септембар 2024. | Јелена Брукс Слободан Грујић Саша Али                    | Ненад Беђик Милена Рељин Катарина Богдановић               | [ 227 ] |
| 6.  | 6. октобар 2024.    | Никола Зекић Јована Јеловац Цавнић Душан Свилар          | Младен Лукић Неда Николић Жарко Стевановић                 | [ 228 ] |
| 7.  | 13. октобар 2024.   | Стефан Бирчевић Нина Живковић Нихад Петоњић              | Марко Милошевић Дарко Николић Горан Ђаковић                | [ 229 ] |
| 8.  | 20. октобар 2024.   | Зоран Мићовић Венера Станисављевић Катарина Ранић Чавић  | Андрија Јоргић Амела Терзић Дуле Лушин                     | [ 230 ] |
| 9.  | 27. октобар 2024.   | Томислав Којић Јасна Јојић Јелена Лаловић Jellena        | Александра Узелац Љиљана Малданер Александар Гаврић        | [ 231 ] |
| 10. | 10. новембар 2024.  | Марија Вученовић Јелена Милашиновић Слободан Ђурковић    | Милорад Станулов Златан Видовић Хусеин Хуса Алијевић       | [ 232 ] |
| 11. | 17. новембар 2024.  | Драгица Ђурић Драгана Ракчевић Стефан Здравковић         | Стефан Ђукелић Вишња Петровић Бобан Радојевић              | [ 233 ] |
| 12. | 1. децембар 2024.   | Јелена Јокић Александра Дабић Софија Перић               | Милица Тричковић Александар Стојић Марко Симичић           | [ 234 ] |
| 13. | 8. децембар 2024.   | Снежана Чекић Данијел Алибабић Вања Лакатош              | Александра Белошевић Славољуб Ђорђевић Андрија Калуђеровић | [ 235 ] |
| 14. | 15. децембар 2024.  | Драгана Вујић Татјана Мацура Александра Тадић Ципка      | Нађа Дулић Миленко Павлов Ренато Хенц                      | [ 236 ] |
| 15. | 22. децембар 2024.  | Ненад Маринковић Исидора Јанковић Ивана Милојевић        | Урош Бркић Сташа Миловановић Јована Јелић                  | [ 237 ] |
| 16. | 29. децембар 2024.  | Ненад Стефановић Андриана Ђорђевић Стојан Ђорђевић       | Горан Јагар Милан Тошић Неша Бриџис                        | [ 238 ] |
| 17. | 12. јануар 2025.    | Никола Љубисављевић Душан Каличанин Шаран Алегро         | Дамир Кахриман Наташа Ковачевић Зоран Дашић Даша           | [ 239 ] |
| 18. | 19. јануар 2025.    | Ивана Васиљковић Ивана Перовић Марко Ђуровски            | Ксенија Репић Јелена Јанићијевић Марина Тадић              | [ 240 ] |
| 19. | 26. јануар 2025.    | Босиљка Јовановић Висконти Драгица Златић Филип Митровић | Милица Жабић Емир Бекрић Александар Xander Мисојчић        | [ 241 ] |
| 20. | 2. фебруар 2025.    | Јово Цаковић Жарко Степанов Душан Куртић                 | Алекса Брђовић Стеван Мијовић Горан Џелатовић Ајкула       | [ 242 ] |
| 21. | 9. фебруар 2025.    | Горан Богдановић Никола Тодоровић Милан Чоловић          | Рада Сарић Лука Михаиловић Синиша Цветић                   | [ 243 ] |
| 22. | 16. фебруар 2025.   | Горан Вукошић Марина Станкић Тијана Милентијевић         | Марко Тадић Јована Мушицки Мићо Брковић                    | [ 244 ] |
| 23. | 23. фебруар 2025.   | Сара Крњић Урош Давидовић Павле Дејанић                  | Маја Шкорић Миљан Радуљ Беца Фантастик                     | [ 245 ] |
| 24. | 2. март 2025.       | Милутин Стефановић Сани Ибраимов Мики Мећава             | Теодора Вукојевић Александар Мојић Ивана Туровић           | [ 246 ] |
| 25. | 9. март 2025.       | Светислав Ђорђић Милан Маглов Владан Савић               | Душан Албијанић Милош Симатовић Саша Лазаревић Кудра       | [ 247 ] |
| 26. | 16. март 2025.      | Ђорђе Тешановић Младен Коцић Саша Ђидић                  | Анђела Марковић Страхиња Петров Сузана Динић Бранковић     | [ 248 ] |
| 27. | 23. март 2025.      | Леа Благојевић Александра Крстић Дејан Бајуновић         | Невена Росић Давор Перуновић Радослав Родић Роки           | [ 249 ] |
| 28. | 30. март 2025.      | Неша Манојловић Ђорђе Арсовић Невена Стефановић          | Александар Праизовић Исидора Коцкаревић Иван Стевић        | [ 250 ] |
| 29. | 6. април 2025.      | Горан Дима Марија Лојпур Драган Ристић                   | Владица Јовановић Сања Рајовић Душко Рајковић              | [ 251 ] |
| 30. | 13. април 2025.     | Владимир Ацић Младен Росић Сара Гаровић                  | Катарина Манчић Зоран Стефанов Бранка Главоњић             | [ 252 ] |
| 31. | 27. април 2025.     | Душко Тодоровић Немања Петошевић Урош Косић              | Саша Бошковић Јасна Шћепановић Бане Васић                  | [ 253 ] |
| 32. | 4. мај 2025.        | Недељко Билкић Александар Софронијевић Милош Вујановић   | Оливер Мијановић Борис Јевтић Јеврем Јевтић                | [ 254 ] |
| 33. | 11. мај 2025.       | Ивана Нешовић Вања Мијатовић Милош Радовановић           | Бранко Живковић Балша Вујичић Вељко Стојнић                | [ 255 ] |
| 34. | 18. мај 2025.       | Марко Гиздавић Никола Ћирић Амел Ћеман Ћемо              | Семир Гицић Магдалена Врачић Милан Вукелић                 | [ 256 ] |
| 35. | 25. мај 2025.       | Теодора Гачић Александар Брковић Габријела Пејчев        | Срђан Марјановић Душан Николић Милена Делић                | [ 257 ] |
| 36. | 1. јун 2025.        | Душан Дакић Николина Гајић Тијана Миленковић             | Шћепан Стојановић Ивона Дамњановић Милена Матовић          | [ 258 ] |
| 37. | 8. јун 2025.        | Немања Миловановић Барбара Бобак Јована Типшин           | Сандра Ристовски Предраг Нерић Немања Радошевић            | [ 259 ] |
| 38. | 15. јун 2025.       | Стефан Ђоковић Немања Дојчиновић Маја Чампар             | Соња Столић Раде Савић Дејан Драгићевић                    | [ 260 ] |